# Carlos Domínguez (político)
Carlos Domínguez (Buenos Aires, 4 de noviembre de 1907 - Buenos Aires, 15 de junio de 1997) fue un militar, político y diplomático argentino, perteneciente al Partido Peronista, gobernador de la provincia de Tucumán (1946-1950) y embajador en Panamá y Venezuela.

## Biografía
Cursó el Colegio Militar la Nación, egresando en 1927. Cumplió destinos en diversas unidades del Ejército, y en 1943, con el grado de capitán, fue trasladado a la guarnición de Tucumán. 
Ascendió a mayor y, al producirse la revolución del 4 de junio de ese año, el interventor federal, coronel Juan Alvelo, lo designó secretario general de la misión, y también interventor de la Legislatura de Tucumán. Luego, fue titular de la Comisión Investigadora de Concesiones Eléctricas. 
Se retiró del Ejército, para iniciar una activa tarea política en el Partido Laborista, que postulaba la candidatura presidencial de Juan Domingo Perón. En las elecciones de 1946, fue candidato a gobernador de Tucumán por dicho partido, y obtuvo una contundente victoria, con quórum propio en el Colegio Electoral y mayoría en la Legislatura. En las elecciones de febrero de 1946, se impondría a los otros candidatos, Eudoro Aráoz por la Convergencia Democrática y a Nicasio Sánchez Toranzo de la Unión Cívica Radical Irigoyenista.

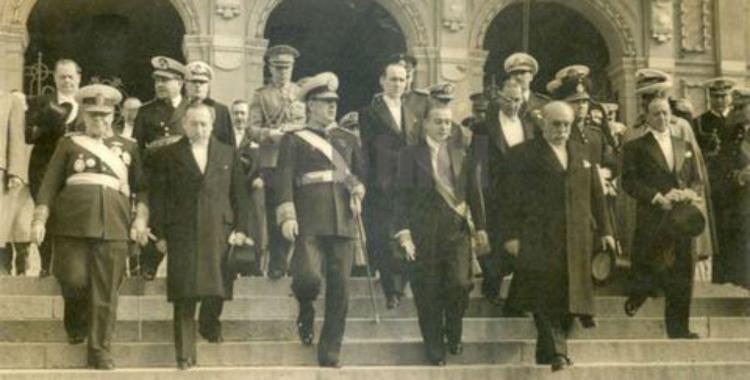
El presidente Perón, acompañado por el presidente de Chile, Gabriel González Videla, el gobernador Domínguez (segundo desde la izquierda) y el vicepresidente Hortensio J. Quijano; descienden por las escalinatas de la Casa de Gobierno de Tucumán, el 9 de julio de 1947.

Durante su administración concluyeron las obras complementarias del camino a los Valles Calchaquíes, inauguradas bajo el gobierno de Miguel Critto (1939-1943); también se construyeron los edificios monumentales de nuevas escuelas en San Miguel de Tucumán, como la Escuela «Bernabé Aráoz» y «9 de Julio». Su gestión también se preocupó de la promoción cultural mediante el impulso a la Orquesta Sinfónica de la Provincia. creada bajo los gobiernos radicales anteriores.

## La Gran Huelga Azucarera del año 1949
Sin embargo, su gobierno no escapó a la tensión generada con la Federación de Obreros y Trabajadores de la Industria Azucarera (F.O.T.I.A.), organización gremial del movimiento obrero azucarero, que reclamó para sí, la representación del movimiento peronista en la provincia. El enfrentamiento entre el gobierno de Domínguez y la F.O.T.I.A. se expresó las disputas para la designación de senadores nacionales y diputados nacionales en 1946 y 1948, como también, en el control político de los gremios azucareros a los funcionarios provinciales. El punto crítico de esta conflictiva relación, fue la gran huelga azucarera que paralizó a los ingenios durante la zafra de 1949, y que culminaría con la intervención de la F.O.T.I.A. por órdenes del propio Perón y el procesamiento de todos los líderes obreros participantes. La represión policial alcanzó niveles inusitados, provocando torturas y detenciones entre los dirigentes obreros participantes, provocando el asesinado del trabajador Antonio Aguirre, militante comunista y miembro del sindicato de mozos, cuyo cadáver fue descubierto en el monte santiagueño con signos de tortura.
No obstante, la administración provincial de Carlos Domínguez realizó numerosas obras públicas, tal como barrios obreros en la ciudad de la Banda del Río Salí, Aguilares y en San Miguel de Tucumán. 
En 1950, entregó la gobernación a su sucesor, Pedro Fernando Riera. 
Al terminar su mandato, fue designado embajador en Venezuela y luego en Panamá. Durante su primer destino, fue condecorado con el Gran Cordón de la Orden de Simón Bolívar. 
En 1962 regresó brevemente a Tucumán, como candidato a gobernador por el Partido Blanco de los Trabajadores.

## Administración

El obispo Juan Carlos Aramburu, Domínguez (centro) y Eva Perón, presiden la inauguración de un barrio obrero, en Banda del Río Salí (1946).

Durante su gobierno estos fueron los principales puntos a destacar:
- Reforma de la Constitución Provincial de 1907, que eliminó el Colegio Electoral.
- Comienzo de las obras del nuevo edificio del Hospital Maternidad "Nuestra Señora de las Mercedes", dentro del Plan Nacional de Obras de Salud. La obra quedaría paralizada durante varios años. Construcción de la Maternidad
- Inicio de las obras del Nuevo Hospital de Niños, frente a la Plaza San Martín, en el Barrio Sur de San Miguel de Tucumán. Al igual que las obras de la Maternidad, la construcción del edificio quedaría paralizada hasta la década de 1960.
- Establecimiento del Sistema de Previsión Social o Seguro de Salud para los empleados Públicos de la Provincia, en todos los órdenes.
- Construcción de 14 escuelas en todo el territorio provincial.
- Plan de 659 viviendas, de las cuales inauguró 109. Dentro de este plan de obras resultaron notorias la mejora de las viviendas en las Colonias de los Ingenios, siendo reconocibles hoy, las viviendas del Barrio San Martín en la Banda del Río Salí, o los barrios obreros en Monteros y Aguilares.